# FreeType
FreeType — програмна бібліотека, яка використовується для растеризації шрифтів і операцій над ними.  Зокрема використовується для відображення шрифтів в X11.  Бібліотека реалізована на мові програмування Сі та випускається з відкритими сирцевими кодами під двома ліцензіями: GPL і FreeType License.
FreeType не містить свого API для виклику функцій обробки графіки (наприклад, рендеринг кольорового тексту).  Однак, бібліотека значно спрощує операції обробки текстів, надаючи простий інтерфейс доступу до вмісту файлів шрифту. 
Бібліотека підтримує такі формати шрифтів: 
- TrueType (.TTF) і TrueType Collection (.TTC, .TTCF)
- PostScript Type 1, в тому числі з ключем CID для східних мов
- PostScript CFF (Type 2)
- OpenType
- Растрові шрифти, засновані на форматі SFNT
- Растрові шрифти X11 BDF і PCF
- Шрифти Microsoft .FNT
- TrueDoc PFR
- Type 42 (обмежена підтримка)

Довгий час у FreeType була за замовчуванням відключена підтримка правильного гінтингу TrueType-файлів через вбудований байт-код шрифту, бо ця технологія потрапляла під патенти Apple.  Для обходу патентів, складання FreeType за замовчуванням використовували не запатентований алгоритм автогінтингу.  У травні 2010 року термін патентів минув, і, починаючи з версії 2.4, FreeType за замовчуванням використовує правильний гінтинг через інтерпретатор байт-коду шрифту.